# David Haye
David "The Hayemaker" Haye (n. 13 octombrie 1980, Londra) este un fost boxer britanic. Haye este fost campion mondial WBA, WBC și WBO la categoria grea. În noiembrie 2009 a devenit campion mondial la box categoria grea WBA, după ce l-a învins pe binecunoscutul boxer rus Nikolai Valuev.

## Rezultate în boxul profesionist
| 28 de victorii (26 prin KO), 4 înfrângeri |                  |                    |     |               |            |                                                   |                                                                                   |
| Rez.                                      | Rezultat general | Adversar           | Tip | Runda, Timp   | Data       | Locația                                           | Note                                                                              |
| Înfrângere                                | 28–4             | Tony Bellew        | TKO | 5 (12), 2:14  | 2018-05-05 | The O2 Arena, Londra, Anglia                      |                                                                                   |
| Înfrângere                                | 28–3             | Tony Bellew        | TKO | 11 (12), 2:16 | 2017-03-04 | The O2 Arena, Londra, Anglia                      |                                                                                   |
| Victorie                                  | 28–2             | Arnold Gjergjaj    | TKO | 2 (10), 1:35  | 2016-05-21 | The O2 Arena, Londra, Anglia                      |                                                                                   |
| Victorie                                  | 27–2             | Mark de Mori       | TKO | 1 (10), 2:11  | 2016-01-16 | The O2 Arena, Londra, Anglia                      |                                                                                   |
| Victorie                                  | 26–2             | Dereck Chisora     | TKO | 5 (10), 2:59  | 2012-07-14 | Boleyn Ground, Londra, Anglia                     | Câștigă titlul WBO International heavyweight.                                     |
| Înfrângere                                | 25–2             | Wladimir Klitschko | UD  | 12            | 2011-07-02 | Imtech Arena, Hamburg, Germania                   | Pierde titlul WBA heavyweight. Pentru titlurile WBO/IBF/IBO/The Ring heavyweight. |
| Victorie                                  | 25–1             | Audley Harrison    | TKO | 3 (12), 1:53  | 2010-11-13 | Manchester Arena, Manchester, Anglia              | Păstrează titlul WBA heavyweight.                                                 |
| Victorie                                  | 24–1             | John Ruiz          | TKO | 9 (12), 2:01  | 2010-04-03 | Manchester Arena, Manchester, Anglia              | Păstrează titlul WBA heavyweight.                                                 |
| Victorie                                  | 23–1             | Nikolai Valuev     | MD  | 12            | 2009-11-07 | Nürnberg Arena, Nürnberg, Germania                | Câștigă titlul WBA heavyweight.                                                   |
| Victorie                                  | 22–1             | Monte Barrett      | TKO | 5 (10), 1:28  | 2008-11-15 | O2 Arena, Londra, Anglia                          |                                                                                   |
| Victorie                                  | 21–1             | Enzo Maccarinelli  | TKO | 2 (12), 2:04  | 2008-03-08 | O2 Arena, Londra, Anglia                          | Păstrează titlurile WBA/WBC/The Ring, și câștigă titlul WBO cruiserweight.        |
| Victorie                                  | 20–1             | Jean-Marc Mormeck  | TKO | 7 (12), 1:54  | 2007-11-10 | Stade Marcel Cerdan, Paris, Franța                | Câștigă titlurile WBA/WBC/The Ring cruiserweight.                                 |
| Victorie                                  | 19–1             | Tomasz Bonin       | TKO | 1 (12), 1:45  | 2007-04-27 | Wembley Arena, Londra, England                    |                                                                                   |
| Victorie                                  | 18–1             | Giacobbe Fragomeni | TKO | 9 (12), 1:29  | 2006-11-17 | York Hall, Londra, Anglia                         | Păstrează titlul European cruiserweight. WBC cruiserweight eliminator.            |
| Victorie                                  | 17–1             | Ismail Abdoul      | UD  | 12            | 2006-07-21 | Leisure Centre, Altrincham, Anglia                | Păstrează titlul European cruiserweight.                                          |
| Victorie                                  | 16–1             | Lasse Johansen     | TKO | 8 (12), 2:08  | 2006-03-24 | York Hall, Bethnal Green, Londra                  | Păstrează titlul European cruiserweight.                                          |
| Victorie                                  | 15–1             | Alexander Gurov    | KO  | 1 (12), 0:45  | 2005-12-16 | Leisure Centre, Bracknell, Berkshire              | Câștigă titlul European cruiserweight.                                            |
| Victorie                                  | 14–1             | Vincenzo Rossitto  | TKO | 2 (10), 2:55  | 2005-10-14 | Leisure Centre, Huddersfield, Yorkshire           |                                                                                   |
| Victorie                                  | 13–1             | Glen Kelly         | TKO | 2 (10), 1:09  | 2005-03-04 | Magna Centre, Rotherham, Yorkshire                |                                                                                   |
| Victorie                                  | 12–1             | Garry Delaney      | TKO | 3 (6), 3:00   | 2005-01-21 | Fountain Leisure Centre, Brentford, Londra        |                                                                                   |
| Victorie                                  | 11–1             | Valeri Semiskur    | KO  | 1 (6), 1:36   | 2004-12-10 | Hillsborough Leisure Centre, Sheffield, Yorkshire |                                                                                   |
| Înfrângere                                | 10–1             | Carl Thompson      | RTD | 5 (12), 2:53  | 2004-09-10 | Wembley Arena, Wembley, Londra                    |                                                                                   |
| Victorie                                  | 10–0             | Arthur Williams    | TKO | 3 (8), 2:46   | 2004-05-12 | Rivermead Leisure Centre, Reading, Berkshire      |                                                                                   |
| Victorie                                  | 9–0              | Hastings Rasani    | TKO | 1 (6), 2:17   | 2004-03-20 | Wembley Arena, Wembley, Londra                    |                                                                                   |
| Victorie                                  | 8–0              | Tony Dowling       | TKO | 1 (10), 1:35  | 2003-11-14 | York Hall, Bethnal Green, Londra                  | Won vacant English Cruiserweight title.                                           |
| Victorie                                  | 7–0              | Lolenga Mock       | TKO | 4 (6), 2:30   | 2003-09-26 | Rivermead Leisure Centre, Reading, Berkshire      |                                                                                   |
| Victorie                                  | 6–0              | Greg Scott-Briggs  | KO  | 1 (6), 2:04   | 2003-08-01 | York Hall, Bethnal Green, Londra                  |                                                                                   |
| Victorie                                  | 5–0              | Vance Winn         | TKO | 1 (6), 0:54   | 2003-07-15 | The Playboy Mansion, Beverly Hills, California    |                                                                                   |
| Victorie                                  | 4–0              | Phil Day           | TKO | 2 (4), 2:09   | 2003-03-18 | Rivermead Leisure Centre, Reading, Berkshire      |                                                                                   |
| Victorie                                  | 3–0              | Roger Bowden       | TKO | 1 (6), 2:42   | 2003-03-04 | Seville Hotel, Miami, Florida                     |                                                                                   |
| Victorie                                  | 2–0              | Saber Zairi        | TKO | 4 (4), 0:54   | 2003-01-24 | Ponds Forge Arena, Sheffield, Yorkshire           |                                                                                   |
| Victorie                                  | 1–0              | Tony Booth         | TKO | 2 (4), 3:00   | 2002-12-08 | York Hall, Bethnal Green, Londra                  | Debutul în boxul profesionist.                                                    |